# Orchimont
Orchimont är ett vattendrag i Belgien.   Det ligger i provinsen Namur och regionen Vallonien, i den södra delen av landet, 120 km söder om huvudstaden Bryssel.
I omgivningarna runt Orchimont växer i huvudsak blandskog. Runt Orchimont är det ganska glesbefolkat, med 28 invånare per kvadratkilometer.